# مرال زرن
مرال زرن (انگلیسی: Meral Zeren؛ زادهٔ ۱۹۵۶) بازیگر اهل ترکیه است.